# Kvarteret Furiren

Kvarteret Furiren (Haga 12:6, 12:11) ligger i Haga, i Göteborg med adresserna Haga Nygata 5-9, Mellangatan 6-16  och Västra Skansgatan 5-13. Kvarteret är byggnadsminne enligt Kulturmiljölagen sedan 30 september 2013.
Kvarteret är det enda kvarteret i Haga som i samband med upprustningen och saneringen fick behålla sina kringbyggda gårdar och blandningen med tvåvånings trähus och landshövdingehus. Den 26 september 2013 var det i P4 Göteborg ett inslag – Kvarteret Furiren i Haga blir byggnadsminne – med intervjuer av antikvarie Lena Emanuelsson på Länsstyrelsen och Johan Bergström, som bor i kvarteret Furiren.
Upprustningen av Haga är en av de största bevarandeinsatserna, som har gjorts i landet. De boende i kvarteret under 1970- och 1980-talen var en starkt pådrivande kraft för kvarterets bevarande.  Husen i kvarteret ägs och förvaltas av Bostads AB Poseidon, som är ett helägt kommunalt bostadsbolag i Göteborg.
"Det är kul att våra vackra hus uppmärksammas på det här sättet. För oss innebär det egentligen ingen större förändring. Vi förvaltar redan idag fastigheterna på ett sätt, som bevarar byggnaderna så gott det går", säger Dennis Andersson, Poseidons distriktschef i Centrum.

## Beskrivning

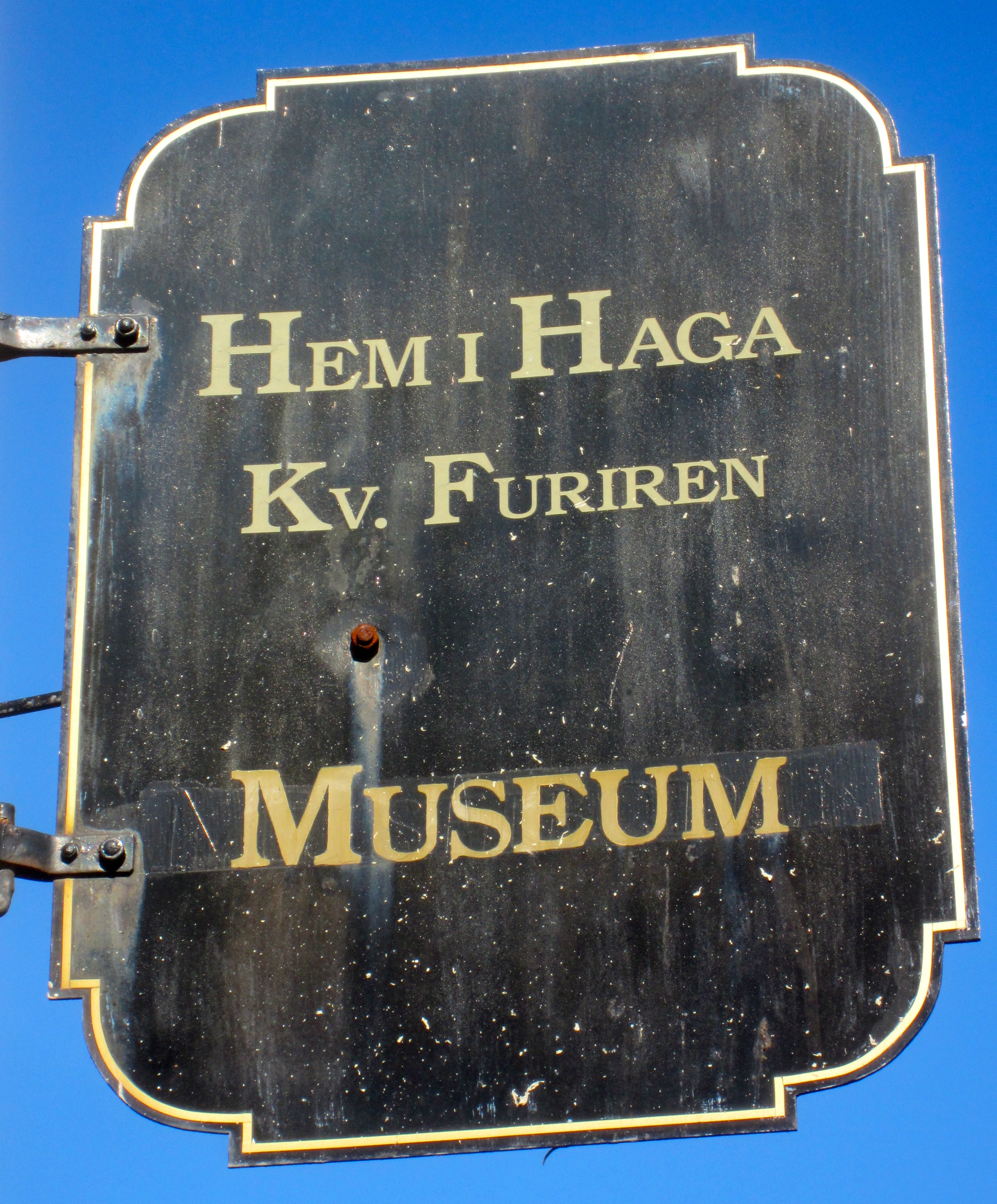
Hem i Haga - museilägeheter i Haga, Göteborg.

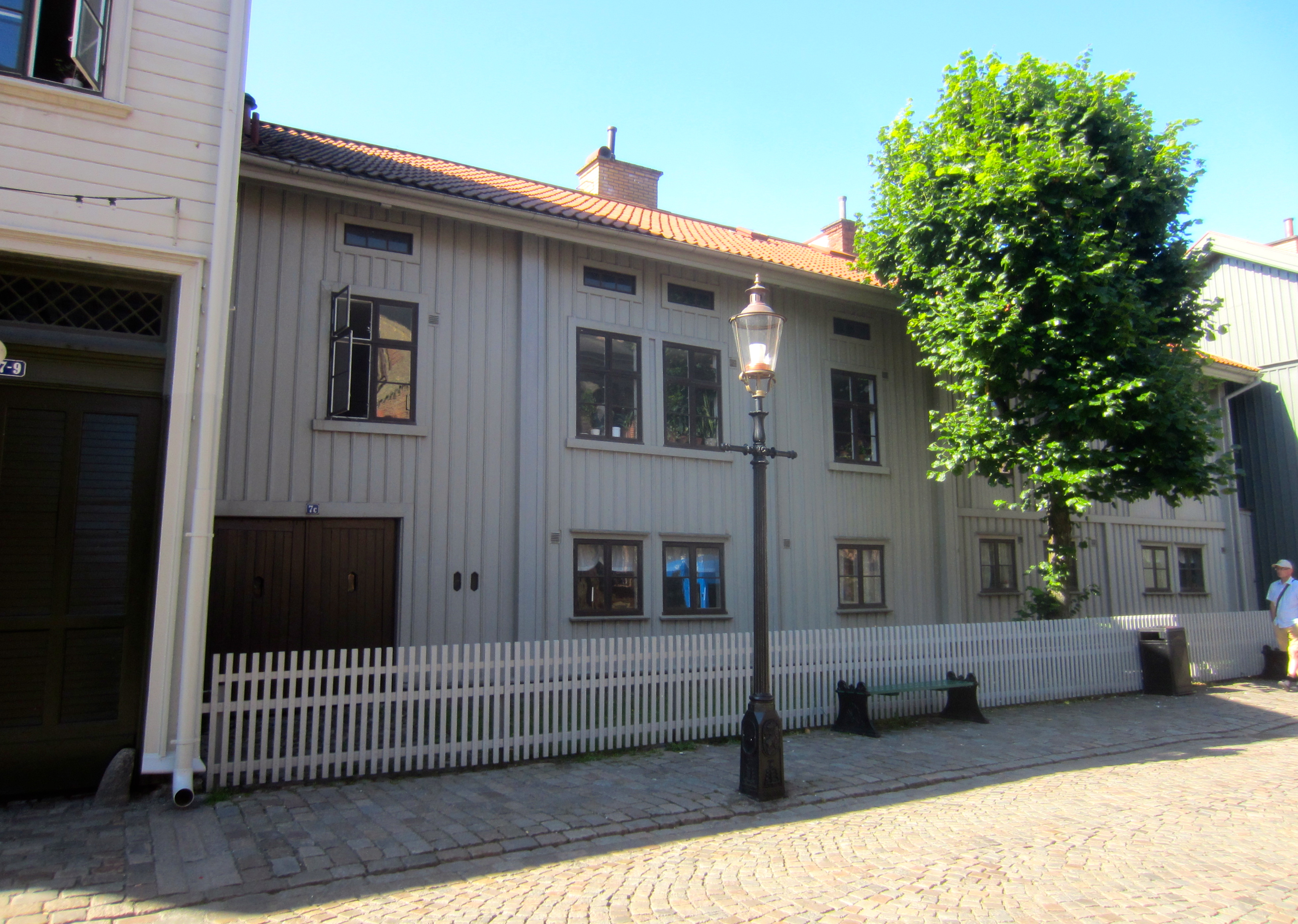
Haga Nygata 7-9 i Göteborg. Foto från 2014.

Mot korsningen Haga Nygata - Västra Skansgatan vänder sig en byggnad, uppförd 1871, med ett diagonalt avskuret hörn. Bostadshusen Haga Nygata 7-9 och Västra Skansgatan 5-7 är sammanbyggda och bildar ett gemensamt gårdsrum där gårdarna avskiljs genom ett plank. Gårdsytan är täckt med storgatsten och kullerstensbeläggning.
Museet Hem i Haga  drivs av Göteborgs stadsmuseum och omfattar museirum i byggnaderna Haga Nygata 7-9. 
Järnbärare Peterssons hus på Haga Nygata 7-9 bär på minnen från flera epoker. Bottenvåningen omfattar två envåningshus byggda på 1700-talet. I början av 1800-talet köpte järnbärare Petersson husen. Han hade sin bostad i det västra. År 1851 lät Petersson göra en om- och tillbyggnad. Ritningarna utformades av Bror Malmberg, som var Stora Teaterns arkitekt. Husen har ibland kallats för "Haga herrgård". Byggnaderna och förgården rustades upp och restaurerades 1987-90. Järnbärare Peterssons bostad bevarades och återställdes till ursprungligt utseende.
Bottenvåningen på Haga Nygata 7 innehåller även museilägenheten "Skomakarens verkstad", som är ett kök kombinerat med skomakeri från 1930-talet och ett bostadsrum från 1700-talet. På vinden finns bostadsrum från 1800-talets mitt. 
Det yngre huset på Haga Nygata 9 inrymmer museilägenheten "Arbetarens ett rum och kök", som speglar ett arbetarhem från 1920-talet. I en källarlokal finns en utställning om Hagas historia. På gården finns en pump som användes fram till 1930-talet och ett utedass, som var i bruk så sent som till 1970-talet.
Snickaremästaren och fabrikören August Bark var svärson till järnbärare Petersson. Han lät 1871 uppföra en tillbyggnad mot Västra Skansgatan och på gården. Materialet kom från hans egen fabrik. Den grundades redan 1855 och var en av Sveriges första i snickeribranschen. På 1920-talet hade husets ägare en stor lägenhet på hörnet en trappa upp. Kring gården bodde flera barnrika arbetarfamiljer i ett rum och kök. Källaren har använts bland annat som speceributik och fruktaffär. 
Byggnaderna restaurerades och moderniserades 1987-90. Gårdsmiljön med uthus behölls. En lägenhet med ett rum och kök bevarades och återställdes till ursprungligt utseende.

## Historik

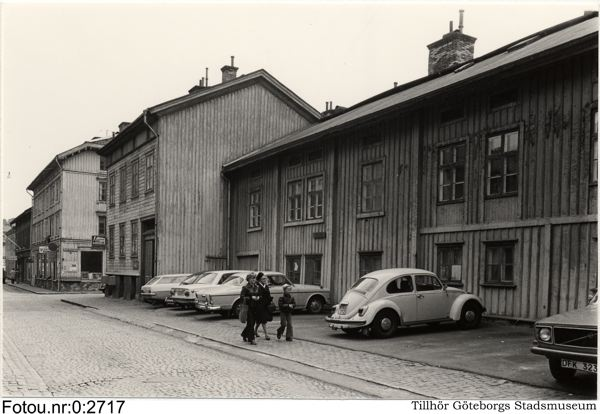
"Haga herrgård" till höger vid Haga Nygata, sent 1960-tal.

Kvarteret Furiren omfattade på 1600-talet cirka 15 tomter. Enligt stadskartan från 1704 ligger kvarteret Furiren endast 50 meter från den kaponjärgrav, som ledde från staden ut till Skansen Kronan. Tomterna var fram till 1800-talets början glest bebyggda med låga trähus. År 1840 bodde det cirka 150 personer i kvarteret. Många hade arbete i hamnen eller var hantverkare. Mellan åren 1884 och 1895 ersattes mer än hälften av kvarterets äldre låga byggnader med landshövdingehus då kvarterens tomtmark förtätades med högre hus. 
Av de cirka 200 lägenheterna i kvarteret var mer än hälften på endast ett rum och kök. Vid gården Haga Nygata bodde på 1920-talet tre familjer med 5-7 barn i lägenheter om ett rum och kök. Göteborgs historiska museum påtalade 1985 betydelsen av att tillgängliggöra Hagas historia för allmänheten — exempelvis i form av ett museum. Delar av det äldsta huset, Haga Nygata 7, det så kallade "Haga herrgård" och en lägenhet i huset iordningställdes för detta syfte.